# Des Geraghty
Desmond (Des) Geraghty (ur. 27 października 1943 w Dublinie) – irlandzki działacz związkowy i polityk, poseł do Parlamentu Europejskiego III kadencji.

## Życiorys
Od siedemnastego roku życia zaangażowany w działalność związkową, został etatowym działaczem związków zawodowych w ramach oddziału organizacji pracowniczej Irish Transport and General Workers' Union. Po powołaniu konfederacji związkowej SIPTU objął w niej funkcję sekretarza krajowego do spraw przemysłu. W 1997 został wiceprzewodniczącym organizacji, a dwa lata później jej przewodniczącym. Centralą tą kierował do 2004.
W 1984 bez powodzenia kandydował do Europarlamentu. W 1992 został posłem do PE III kadencji z ramienia Partii Robotniczej w miejsce Proinsiasa De Rossy. Mandat wykonywał do 1994. W 2002 kandydował bezskutecznie do irlandzkiego senatu z rekomendacji Partii Pracy.
Powoływany również m.in. w skład National Competitiveness Council (rady doradczej przy premierze do spraw konkurencji), National Economic and Social Council (rady doradczej przy premierze do spraw gospodarczych i społecznych), rady Raidió Teilifís Éireann i komisji Centralnego Banku Irlandii. Działacz organizacji literackiej Poetry Ireland, autor m.in. publikacji poświęconej pieśniarzowi Luke'owi Kelly'emu.